# Вељко Симић
Вељко Симић (Лазаревац, 17. фебруар 1995) српски је фудбалер који игра на средини терена.

## Каријера
Вељко Симић, фудбалер рођен у Лазаревцу, поникао је у омладинској школи Црвене звезде. Првом тиму црвено-белих прикључен је као омладинац и један од тада најперспективнијих играча у клупској академији. Из Љутице Богдана се отиснуо у иностранство и био је члан клубова у Швајцарској и Словенији. По повратку у Србију, почетком 2018. године Симић је наступао за Земун, све до другог кола сезоне 2018/19. После запажених партија у Земуну, Симић се 30. јула 2018. вратио у Црвену звезду, са којом је потписао четворогодишњи уговор. Дебитовао је за црвено-беле у трећем колу Суперлиге Србије, 4. августа 2018. године, на гостовању Вождовцу, када је после нешто више од 60 секунди проведених на терену постигао првенац у Звездиној победи од 2:1. За две и по године, Симић је у црвено-белом дресу одиграо 62 утакмице и постигао 15 голова, уз освојене две титуле првака Србије. Једну од најбољих партија приказао је на утакмици Купа Србије против Трепче, када се четири пута уписао у листу стрелаца. Он се на тај начин нашао у друштву легенди Црвене звезде као што су Коста Томашевић, Бора Костић и Дуле Савић, којима је ово такође пошло за руком. У јануару 2021. је раскинуо уговор са Црвеном звездом, након чега је прешао у новосадску Војводину. Након две и по године у Војводини, Симић је у јулу 2023. потписао за Омонију из Никозије.

## Начин игре
Симић је 180 центиметара високи фудбалер, који је током каријере наступао на више позиција у везном реду. Најбоље се сналази у офанзивном делу терена, по крилима, или иза најистуренијег играча. Симић је првој екипи Црвене звезде прикључен као омладинац и један од тада најперспективнијих играча у клупској академији. Клуб је недуго затим напустио, без званичних наступа, а искуство међу сениорима стицао је играјући у Швајцарској и Словенији. По повратку у Србију, почетком 2018, Симић је приступио екипи Земуна, где му је додељен дрес са бројем 10. Тренер Милан Милановић је Симића у другом делу сезоне 2017/18. најчешће користио као једног од тројице фудбалера у предњој везној линији, заједно са Миљаном Вукадиновићем и Јустасом Ласицкасом, обично иза првог шпица екипе, Дејана Ђенића, у формацији 4-2-3-1. Тиме му је омогућио директно учешће у нападачким акцијама, док је сам Симић постигао 3 поготка до краја шампионата. Укључујући прва два кола наредне сезоне, у којима је такође постизао голове, Симић је био стрелац у четири узастопне утакмице Земуна у Суперлиги Србије, чиме се сврстао међу носиоце ове екипе. Вративши се у Црвену звезду, Симић је представљен као конкурент Лоренцу Ебисилију на месту креативног везисте. Тренер Владан Милојевић је, касније, Симића најчешће користио на бочним позицијама у нападачком делу терена.

## Приватно
Симићева сестра од рођене тетке је рукометашица Андреа Лекић.

## Голови за репрезентацију
Ажурирано 26. јануара 2023.
| #  | Датум            | Место            | Противник        | Гол   | Резултат | Такмичење            |
| -- | ---------------- | ---------------- | ---------------- | ----- | -------- | -------------------- |
| 1. | 25. јануар 2023. | Лос Анђелес, САД | Сједињене Државе | 2 : 1 | 2 : 1    | Пријатељска утакмица |

## Трофеји

### Црвена звезда
- Суперлига Србије (2) : 2018/19, 2019/20.